# Jules Malou
Jules Malou (ur. 19 października 1810, zm. 11 lipca 1886) – belgijski polityk, finansista.
Był działaczem Partii Katolickiej, jednym z inicjatorów dużej aktywności politycznej środowiska katolickiego.
Dwukrotnie sprawował funkcję premiera: kierował rządem Belgii w latach 1871–1878 oraz od czerwca do października 1884. Ponadto wielokrotnie zajmował stanowiska ministerialne, między innymi ministra finansów i sprawiedliwości. W latach 1844–1845 sprawował urząd gubernatora prowincji Antwerpia.